# آکیتو فوکوموری
آکیتو فوکوموری (انگلیسی: Akito Fukumori؛ زادهٔ ۱۶ دسامبر ۱۹۹۲) بازیکن فوتبال اهل ژاپن است.
از باشگاه‌هایی که در آن بازی کرده‌است می‌توان به باشگاه فوتبال کونسادول ساپورو و باشگاه فوتبال کاوازاکی فرونتال اشاره کرد.